# Tuna kungsgård

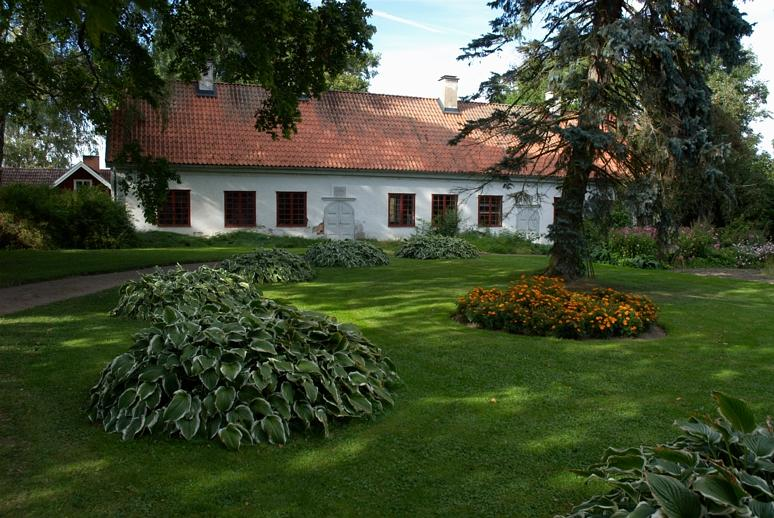
Tuna kungsgård

Tuna kungsgård i Rystads socken är belägen på en höjd vid sjön Roxen, en mil nordost om Linköping, Östergötland. 
Gården har förhistoriska anor. Tuna nämns tidigast 1288 då Magnus Ladulås skänkte gården till riddaren och lagmannen Knut Mattiasson. Gården fick status som kungsgård på 1500-talet. På Gustav Vasas tid var det fogderesidens. Under 1700- och 1800-talet disponerades fastigheten av militärväsendet och var då tjänstebostad, så kallat översteboställe för översten vid Östgöta kavalleriregemente.

## Fotnoter
1. ↑  Linköpings historia - Tuna kungsgård